# Torosy
Torosy (nazywane też lodowym tsunami) – zjawisko atmosferyczne na wodzie powstałe jako nagromadzona kra lodowa spiętrzona przez wiatr i prądy morskie osiągająca grubość do kilkunastu metrów. Torosy powstają najczęściej podczas odwilży, gdy stała pokrywa lodowa pęka, tworząc pak lodowy, który następnie kierowany jest przez prądy i wiatr na ląd.
Zjawisko zaobserwowano między innymi w okolicach Półwyspu Helskiego, na jeziorze Bajkał a także na wschodnim wybrzeżu Kanady i Stanów Zjednoczonych, oraz w amerykańskim stanie Wisconsin.